# Летняя сцена (Купальщики)
«Летняя сцена» (фр. Scène d’été), или «Купальщики» (фр. Les Baigneurs) — картина в стиле раннего импрессионизма с элементами академизма французского художника Жана-Фредерика Базиля, на которой изображены отдыхающие на берегу реки молодые мужчины в летний солнечный день. Полотно написано в 1869 году и представляет собой живопись маслом на холсте размером 160×160,7 см. В настоящее время хранится в Художественном музее Фогга в Кембридже, штат Массачусетс.
Возможно, она послужила источником вдохновения для картины Томаса Икинса «Место для купанья» (1885), поскольку Икинс был в Париже в 1870 году и мог видеть картину Базиля.

## История

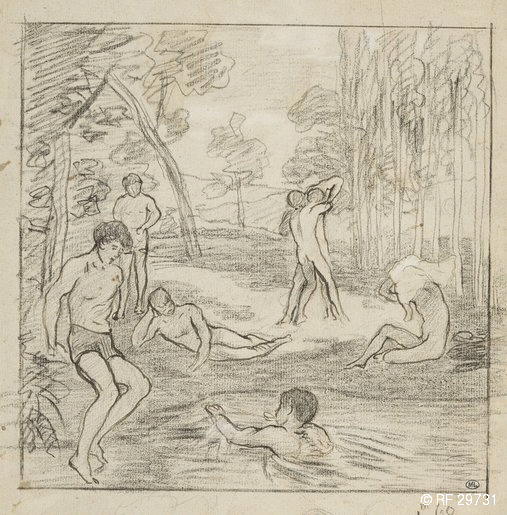
Эскиз Базиля к картине

После отказа Парижского салона экспонировать его картину «Рыбак с сетью», Базиль сразу приступил к работе, в которой продолжил исследования в области изображения обнажённого человеческого тела на лоне природы, пронизанного солнечным светом. Итогом этих исследований стала картина «Летняя сцена», также известная под названием «Купальщики», которую автор написал за год до своей трагической смерти на войне. Отчасти, вдохновением для её создания художнику послужила природа юга Франции, прежде всего, побережье реки Лез близ Монпелье, где у его родителей было имение, в котором он вырос и часто гостил и работал.
Как писал сам Базиль в письме к отцу от 2 мая 1869 года: «Я заранее рисую свои персонажи для написания полотна с обнажёнными мужчинами, которое намереваюсь создать для [имения] Мерик». Художник начал работу над картиной в студии в Париже. Этому предшествовала кропотливая подготовительная работа. Базиль сделал много эскизов. Он завершил картину после поездки в городок Кастельно-ле-Лез.
Полотно было представлено публике на выставке в Парижском салоне в 1870 году, незадолго до смерти Базиля на фронте, и было подвергнуто критике со стороны оппонентов художника. Карикатуры на картину появились в еженедельнике «Шаривари» и «Забавном журнале». Несмотря на это, полотно оказало большое влияние на современников автора. Например, влияние «Летней сцены» Базиля заметно в картинах «Купальщики» Поля Сезанна и «Место для купанья» Томаса Икинса.

## Описание

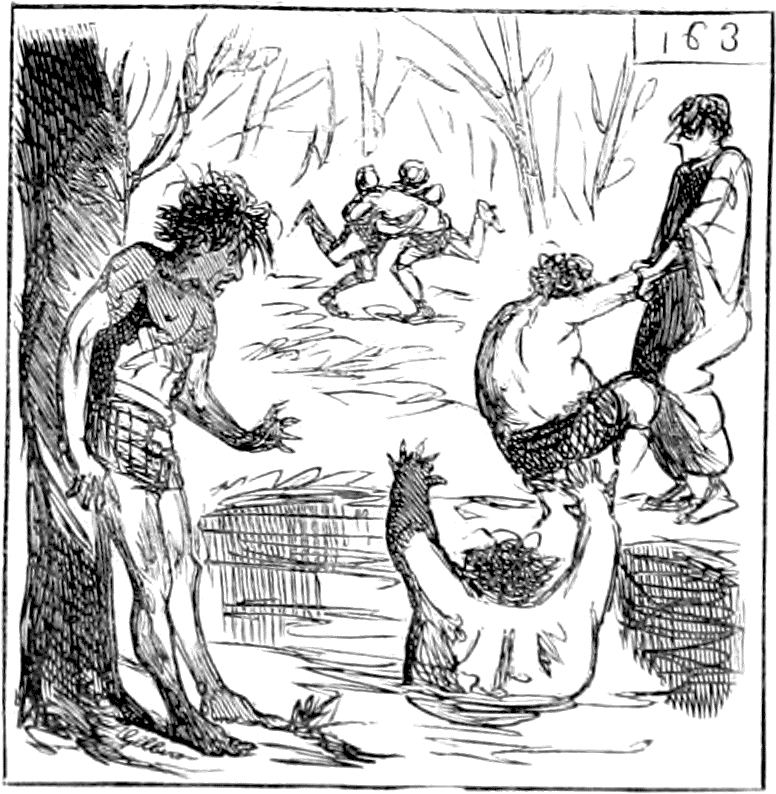
Карикатура на картину в «Шаривари» (1870)

На картине изображены восемь молодых мужчин, во время отдыха у реки в тени деревьев солнечным летним днём. Пять из восьми персонажей написаны в хлопковых шортах. В центре на переднем плане изображён со спины молодой пловец. Он плывёт к берегу. Его взгляд обращён в сторону другого мужчины, который стоит на берегу слева от пловца, прислонившись к берёзе. Взгляд этого юноши, написанного в позе, характерной для изображения святого Себастьяна, опущен вниз, он выглядит о чём-то задумавшимся. Справа от пловца мужчина в брюках, голый по пояс, помогает другому молодому человеку выбраться из реки на берег. Также на берегу, лежащим в тени на траве, изображён мужчина, наблюдающий за шуточной борьбой двух молодых людей в солнечном свете на заднем плане. Там же справа от борцов, рядом с вещами купальщиков на траве, изображён мужчина, снимающий с себя одежду. Вся картина пронизана солнечным светом, характерным для юга Франции. Внизу слева стоят подпись автора и дата создания картины: «Ф. Базиль, 1869».
Картина кажется наполненной ностальгией автора по его детству на юге Франции. По словам Захарии Аструка работа художника также замечательна «удивительной полнотой света», исходящей от «солнца, которое заливает холст!» Картина поражает своей хроматической текстурой. Базиль мастерски модулирует свет и тени, чтобы отделить верхний ряд, где светящийся синий цвет неба гармонично сочетается с нежным зеленым цветом окситанского пейзажа, от нижнего ряда, где разные фигуры купальщиков сгруппированы под оттенок березы. Благодаря этому особенному техническому приёму, Базиль предоставляет широкий спектр композиции, четко определённый как в общих объемах, так и в более подробных деталях.

## Влияние
В полотне ярко проявлены идиллические и буколические черты, характерные аркадской теме в картинах Никола Пуссена и Клода Лоррена. В изображении торсов купальщиков чувствуется влияние Андреа Мантенья и Себастьяно дель Пьомбо, однако, Базиль отказался от механического пересмотра академической художественной типологии, настолько, что эти живописные прецеденты были использованы им совершенно по-новому. В дополнение к художественным источникам, которыми вдохновлялся автор, существовали и литературные. Базилю нравился роман братьев Жюля и Эдмона де Гонкур «Манетт Саломон», изданный в 1867 году, где есть сцена, описывающая молодых купальщиков, которые ныряют в воды.

## Провенанс
После создания, картина принадлежала родственникам автора в Монпелье. Она находилась в собственности племянницы художника, мадемуазель Жюли-Франсуаз Менье де Салинель, которая в 1937 году передала её в дар Художественному музею Фогга в Кембридже, штат Массачусетс.